# Geissanthus argutus
Geissanthus argutus är en viveväxtart som beskrevs av Carl Christian Mez. Geissanthus argutus ingår i släktet Geissanthus och familjen viveväxter. Inga underarter finns listade i Catalogue of Life.